# Джим Монтґомері (плавець)
Джим Монтґомері (англ. Jim Montgomery, 24 січня 1955) — американський плавець.
Олімпійський чемпіон 1976 року.
Чемпіон світу з водних видів спорту 1973, 1975, 1978 років.